# Comuna de Sulików
Sulików (polaco: Gmina Sulików) é uma gminy (comuna) na Polónia, na voivodia de Baixa Silésia e no condado de Zgorzelecki. A sede do condado é a cidade de Sulików.
De acordo com os censos de 2004, a comuna tem 5971 habitantes, com uma densidade 62,7 hab/km².

## Área
Estende-se por uma área de 95,22 km², incluindo:
- área agrícola: 74%
- área florestal: 15%

## Demografia
Dados de 30 de Junho 2004:
|                      | Total   | Total | Mulheres | Mulheres | Homens  | Homens |
| -------------------- | ------- | ----- | -------- | -------- | ------- | ------ |
|                      | pessoas | %     | pessoas  | %        | pessoas | %      |
| População            | 5971    | 100   | 2990     | 50,1     | 2981    | 49,9   |
| Densidade (pop./km²) | 62,7    | 100   | 31,4     | 31,4     | 31,3    | 31,3   |

De acordo com dados de 2002, o rendimento médio per capita ascendia a 1310,85 zł.

## Comunas vizinhas
- Lubań, Siekierczyn, Zawidów, Comuna de Zgorzelec.